# W&M ウィークリー&マンスリー

## 概要
「W&m(ウィークリー &マンスリー)」のサイトでは、全国のウィークリーマンション・マンスリーマンション情報比較やWEB予約が可能。不動産物件運営会社が物件情報を専用の予約管理システムより物件登録することで物件情報がインターネット上に反映される。予約は物件ごとに直接掲載企業に問合せをする事で可能となる。掲載方法は、掲載課金・反響課金・特別会員プランがある。物件を紹介する以外にも初めて借りる人へのHow toやビジネスホテル、賃貸マンションとの比較情報も掲載されている。